# Chenaud
Chenaud (trong tiếng Occitan Chanaur) là một xã của Pháp, nằm ở tỉnh Dordogne trong vùng Aquitaine của Pháp. Xã này có diện tích 12,58 km2, dân số năm 1999 là 321 người. Xã nằm ở khu vực có độ cao trung bình 40 m trên mực nước biển.

## Hành chính
| Danh sách các xã trưởng                |             |                |                  |         |
| Giai đoạn                              | Giai đoạn   | Tên            | Đảng             | Tư cách |
| 1995                                   | 2006        | Denis Sebart   | -                | -       |
| 2006                                   | đương nhiệm | Annick Ribière | không chính thức | hưu trí |
| Tất cả các dữ liệu trước đây không rõ. |             |                |                  |         |

## Thông tin nhân khẩu
| Năm | 1962 | 1968 | 1975 | 1982 | 1990 | 1999 |
| --- | ---- | ---- | ---- | ---- | ---- | ---- |
| Dân số | 517  | 456  | 331  | 350  | 313  | 321  |
| From the year 1962 on: No double counting—residents of multiple communes (e.g. students and military personnel) are counted only once. |      |      |      |      |      |      |